# Sarrola-Carcopino
Sarrola-Carcopino är en kommun i departementet Corse-du-Sud på ön Korsika i Frankrike. Kommunen ligger  i kantonen Celavo-Mezzana som tillhör arrondissementet Ajaccio. År 2022 hade Sarrola-Carcopino 3 250 invånare.

## Befolkningsutveckling
Antalet invånare i kommunen Sarrola-Carcopino
Referens:INSEE